# Padania

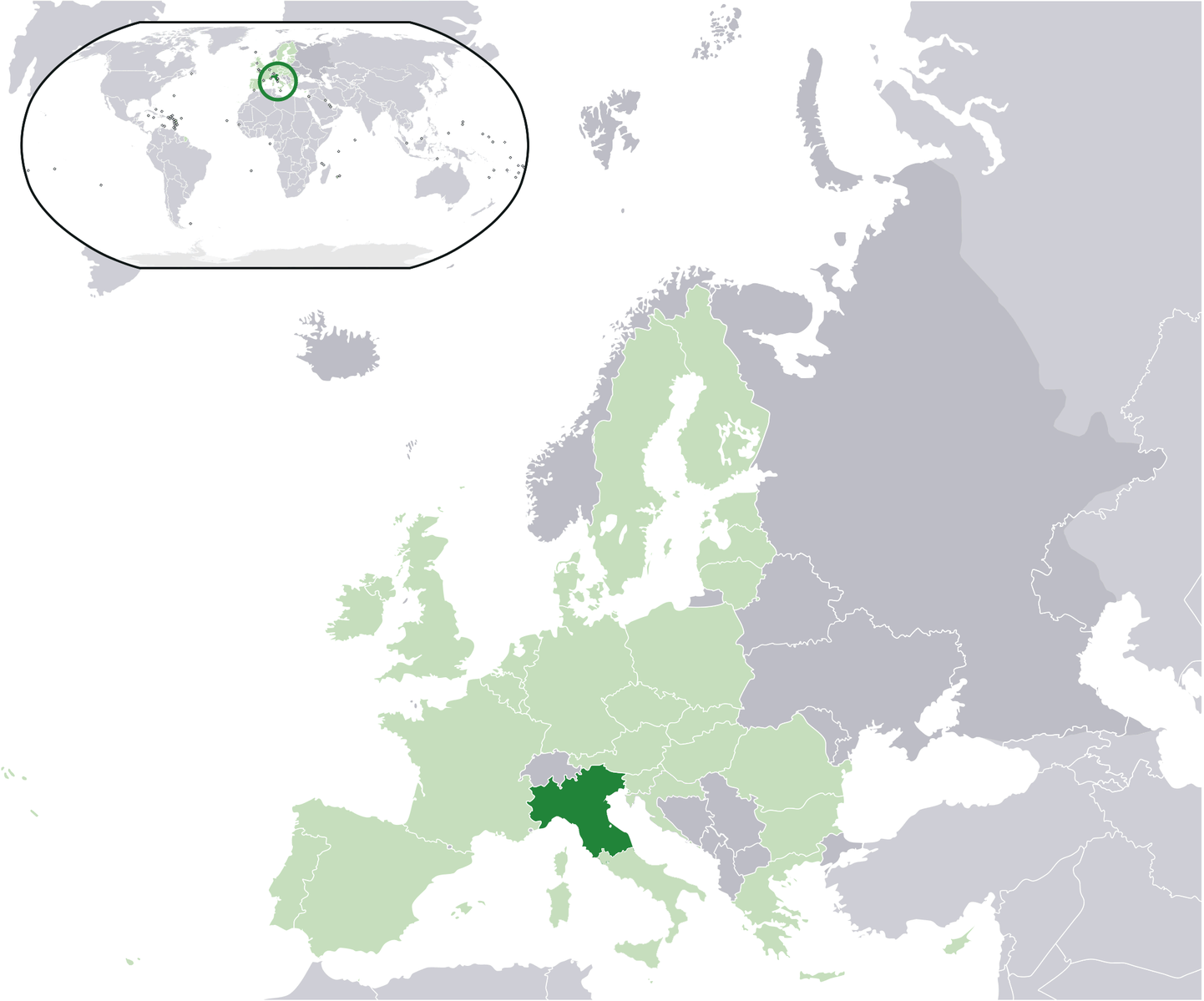
Ubicación geográfica de Padania en Italia.

Padania es un neologismo que, en su sentido más estricto, denomina al valle del Po (en latín, Padus). En este sentido estrictamente geográfico, es sinónimo de llanura padana. 
Sin embargo, en los últimos años del siglo XX, su uso se extendió para denominar a un área mayor, básicamente la totalidad del norte de Italia. Este significado extendido ha sido popularizado por la propaganda de la Liga Norte (en italiano del norte, Lega Nord), un grupo político italiano antes separatista, y después federalista, que usa el nombre de Padania para la zona que entre los años 1995 y 2001 proponía secesionarse de Italia: el norte de Italia y más tarde también Toscana, Umbría y Marcas.

## Lenguas
La lengua dominante en Padania es hoy en día el italiano estándar. Otras lenguas (friulano, francés, franco-provenzal, occitano, alemán y esloveno) se hablan en las zonas fronterizas de Italia y son reconocidas oficialmente por el Estado como lenguas cooficiales junto al italiano o como lenguas minoritarias.
Históricamente, en la llanura padana se usaron además varias lenguas vernáculas o lenguas locales de los grupos romances retorrománico (ladino dolomita) y galoitálico (piamontés, lombardo, emiliano-romañol, ligur, véneto) genéricamente indicadas por la palabra "dialetto" (dialecto) por sus hablantes, ya que no son de empleo común excepto en los contextos cerrados (familias, personas que se conocen y que hablan la misma lengua vernácula). Desde un punto de vista lingüístico, estas lenguas no son dialectos del italiano estándar, sino variedades que pertenecen a subgrupos de la familia romance independiente de la rama a la que pertenece el italiano estándar. Estos "dialectos" son considerados lenguas minoritarias regionales por el Consejo de Europa (European Charter for Regional or Minority Languages), por el "Red Book on Endangered Languages" de la Unesco y por Ethnologue. También se empleó en el noroeste de la llanura padana lenguas galorromances, especialmente en el valle de Aosta, como el francés y el francoprovenzal.

## Geografía

Bandera propuesta para Padania por la Liga Norte.

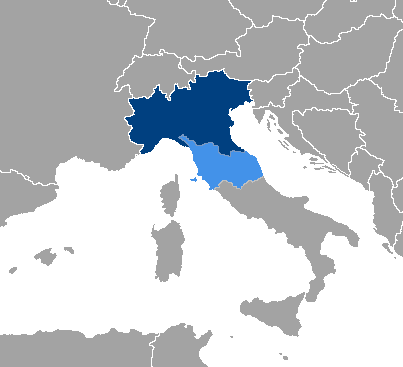
Padania (norte de Italia)
Padania (incluida Toscana, Umbría y Marcas. Estas tres regiones geográficamente forman parte de la península itálica, a diferencia del resto de Padania.)

En la siguiente tabla se detallan las regiones italianas que forman parte de Padania en la acepción original de la Liga Norte (1995), y el total de extensión y población que suponen.
| Región               | Extensión (km²) | Habitantes | Capital   | Lengua cooficial | Lengua regional                                        |
| -------------------- | --------------- | ---------- | --------- | ---------------- | ------------------------------------------------------ |
| Emilia-Romaña        | 22.122          | 4.223.264  | Bolonia   | -                | emiliano-romañol                                       |
| Friul-Venecia Julia  | 7.712           | 1.212.602  | Trieste   | -                | friulano, véneto                                       |
| Liguria              | 5.421           | 1.607.878  | Génova    | -                | ligur                                                  |
| Lombardía            | 23.861          | 9.545.441  | Milán     | -                | lombardo, emiliano-romañol                             |
| Piamonte             | 25.398          | 4.352.828  | Turín     | -                | piamontés, occitano, lombardo, ligur, emiliano-romañol |
| Trentino-Alto Adigio | 13.599          | 994.703    | Trento    | alemán           | sudtirolés, ladin, véneto, lombardo                    |
| Valle de Aosta       | 3.266           | 124.812    | Aosta     | francés          | francés, franco-provenzal                              |
| Véneto               | 18.390          | 4.773.554  | Venecia   | -                | véneto                                                 |
| Norte de Italia      | 120.243         | 27.568.435 | -         | -                | -                                                      |
| Toscana              | 22.994          | 3.734.355  | Florencia | -                | toscano, emiliano-romañol                              |
| Marcas               | 9.366           | 1.560.785  | Ancona    | -                | emiliano-romañol, dialectos italianos centrales        |
| Umbría               | 8.456           | 903.884    | Perugia   | -                | dialectos italianos centrales                          |
| Padania              | 161.076         | 33.757.031 | Mantua    | -                | -                                                      |

## Planteamiento de la Liga Norte
En 1996, la Liga Norte anunció que su objetivo era la independencia del norte de Italia bajo el nombre de Padania. La capital de Padania sería Mantua, e incluso se llegaron a declarar la independencia y a efectuar elecciones para un "parlamento del norte" sin ningún tipo de reconocimiento internacional. En la actualidad la Liga Norte adopta un planteamiento federalista, después de unirse al gobierno de Silvio Berlusconi desde el año 2001.